# Raphael Saadiq
Raphael Saadiq, geboren als Charlie Ray Wiggins (Oakland (Californië), 14 mei 1966) is een Amerikaans muziekartiest. Hij is een zanger, tekstdichter en muziekproducent. Hij wordt geassocieerd met de neo-soulbeweging.

## Levensloop
Saadiq maakt al muziek sinds hij zes was. In de jaren zeventig en tachtig speelde hij bas in een kerk en op school. Hij speelde soms ook op evenementen in zijn geboorteplaats.
Saadiq maakte naam toen hij de leadzanger werd bij het r&b- en dancetrio Tony! Toni! Toné!. Toen gebruikte hij nog de naam Raphael Wiggins. Halverwege de jaren negentig nam hij de naam Raphael Saadiq aan.
Na het album House of Music van Tony! Toni! Toné!, dat in 1996 uitkwam', begon Saadiq (onder zijn huidige naam) zijn solocarrière. Zijn grootste succes was de single "Ask of You", uit 1995, dat op nummer 19 in de hitlijsten van de VS kwam. Hij maakte nog wat liedjes voor zichzelf, maar zijn volgende grote project werd de r&b-groep Lucy Pearl. Saadiq's eerste soloalbum, Instant Vintage (2002), werd genomineerd voor vijf Grammy Awards.
Saadiq was ook de coproducent van een aantal nummers van andere artiesten. Een van de bekendste nummers was Untitled van D'Angelo; het bijbehorende album Voodoo won een Grammy Award. Verder produceerde hij voor onder meer Whitney Houston, Mary J. Blige, The Roots, Macy Gray, Snoop Dogg, Kelis, Ludacris, Bee Gees, T-Boz van TLC, Joss Stone, Earth, Wind & Fire en Solange Knowles.
In 2002 richtte Saadiq zijn eigen platenmaatschappij op: Pookie Entertainment.
In 2007 produceerde Saadiq voor Joss Stone het album Introducing Joss Stone.
Zijn derde album getiteld The Way I See It verscheen in 2008. Stevie Wonder, Joss Stone en Jay-Z verleenden hieraan hun medewerking. Het album werd zeer goed ontvangen: dat leverde 3 Grammy Award Nominations op en een verkiezing van beste album van 2008 bij iTunes.
Op 22 maart 2011 verscheen zijn vierde studio-album Stone Rollin.

## Discografie

### Albums
| Album met eventuele hitnotering(en) in de Nederlandse Album Top 100 | Datum van verschijnen | Datum van binnenkomst | Hoogste positie | Aantal weken | Opmerkingen |
| ------------------------------------------------------------------- | --------------------- | --------------------- | --------------- | ------------ | ----------- |
| Instant vintage                                                     | 2002                  | -                     |                 |              |             |
| All hits at the house of blues                                      | 2003                  |                       |                 |              |             |
| Ray ray                                                             | 2004                  | -                     |                 |              |             |
| The way I see it                                                    | 2008                  | 08-11-2008            | 64              | 4            |             |
| Stone rollin'                                                       | 25-03-2011            | 02-04-2011            | 38              | 6            |             |
| Jimmy Lee'                                                          | 2019                  | _                     | _               | _            |             |

| Album met hitnotering(en) in de Vlaamse Ultratop 200 albums | Datum van verschijnen | Datum van binnenkomst | Hoogste positie | Aantal weken | Opmerkingen |
| ----------------------------------------------------------- | --------------------- | --------------------- | --------------- | ------------ | ----------- |
| The way I see it                                            | 2008                  | 07-03-2009            | 69              | 3            |             |

### Singles
| Single met eventuele hitnotering(en) in de Nederlandse Top 40 | Datum van verschijnen | Datum van binnenkomst | Hoogste positie | Aantal weken | Opmerkingen                          |
| ------------------------------------------------------------- | --------------------- | --------------------- | --------------- | ------------ | ------------------------------------ |
| Ask of you                                                    | 1995                  | -                     |                 |              |                                      |
| Get involved                                                  | 1999                  | 05-06-1999            | tip19           | -            | met Q-Tip / #90 in de Single Top 100 |
| Be here                                                       | 2002                  | -                     |                 |              |                                      |
| Still ray                                                     | 2002                  | -                     |                 |              |                                      |
| Rifle love                                                    | 2004                  | -                     |                 |              |                                      |
| Chic like you                                                 | 2004                  | -                     |                 |              |                                      |
| I want you back                                               | 2005                  | -                     |                 |              |                                      |

| Single met hitnotering(en) in de Vlaamse Ultratop 50 | Datum van verschijnen | Datum van binnenkomst | Hoogste positie | Aantal weken | Opmerkingen |
| ---------------------------------------------------- | --------------------- | --------------------- | --------------- | ------------ | ----------- |
| Love that girl                                       | 2009                  | 07-02-2009            | tip15           | -            |             |
| Radio                                                | 07-02-2011            | 26-03-2011            | tip20           | -            |             |

### Dvd's
| Dvd's met hitnoteringen in de Nederlandse Music Top 30 | Datum van verschijnen | Datum van binnenkomst | Hoogste positie | Aantal weken | Opmerkingen |
| ------------------------------------------------------ | --------------------- | --------------------- | --------------- | ------------ | ----------- |
| Live in Paris                                          | 2011                  | 16-07-2011            | 21              | 1            |             |